# Ајланд Понд (Вермонт)
Ајланд Понд (енгл. Island Pond) насељено је место без административног статуса у америчкој савезној држави Вермонт.

## Демографија
По попису из 2010. године број становника је 821, што је 28 (-3,3%) становника мање него 2000. године.
| Група             | 2000.       | 2010.       |
| Белци             | 799 (94,1%) | 788 (96,0%) |
| Афроамериканци    | 1 (0,1%)    | 4 (0,5%)    |
| Азијати           | 5 (0,6%)    | 4 (0,5%)    |
| Хиспаноамериканци | 1 (0,1%)    | 4 (0,5%)    |
| Укупно            | 849         | 821         |